# Alloxysta citripes
Alloxysta citripes är en stekelart som först beskrevs av Thomson 1862.  Alloxysta citripes ingår i släktet Alloxysta, och familjen glattsteklar. Arten är reproducerande i Sverige.